# The B-52's
The B-52's is een Amerikaanse rockband uit Athens, Georgia. De naam komt van de B-52-pruiken, die door zangeressen Cindy Wilson en Kate Pierson gedragen worden en een deel van het uiterlijk van de band zijn.

## Geschiedenis
Behalve Wilson en Pierson bestond de band, die na een avondje in een Chinees restaurant gevormd werd, uit Keith Strickland, Ricky Wilson en Fred Schneider. Hun geluid wordt gekenmerkt door de spreekstem van Schneider en de harmonieuze zang van Wilson en Pierson, waarbij Pierson een iets dieper stemgeluid heeft. Afgezien van de zang had de band een uniek newwavegeluid, waarbij dance en surfmuziek gecombineerd werden met het ongewone gitaarspel van Ricky Wilson. Hoewel hun muziek een deel was van de newwavebeweging, was het meer experimentele dan echte newwavemuziek. Ricky Wilson overleed in 1985 aan aids.

## Discografie

### Albums
| Album met eventuele hitnotering(en) in de Nederlandse Album Top 100 | Datum van verschijnen | Datum van binnenkomst | Hoogste positie | Aantal weken | Opmerkingen |
| ------------------------------------------------------------------- | --------------------- | --------------------- | --------------- | ------------ | ----------- |
| The B-52's                                                          | 1979                  | -                     |                 |              |             |
| Wild planet                                                         | 1980                  | -                     |                 |              |             |
| Party mix                                                           | 1981                  | -                     |                 |              |             |
| Mesopotania                                                         | 1982                  | 13-3-1982             | 31              | 6            |             |
| Whammy                                                              | 1983                  | -                     |                 |              |             |
| Bouncing off the satellites                                         | 1986                  | -                     |                 |              |             |
| Cosmic thing                                                        | 1989                  | 20-1-1990             | 69              | 7            |             |
| Good stuff                                                          | 1992                  | 4-7-1992              | 43              | 9            |             |
| Time capsule (compilatie)                                           | 1998                  | -                     |                 |              |             |
| Time capsule: The remixes                                           | 1998                  | -                     |                 |              |             |
| Nude on the moon (anthology)                                        | 2002                  | -                     |                 |              |             |
| Funplex                                                             | 2008                  | -                     |                 |              |             |
| With the Wild Crowd!: Live in Athens, GA                            | 2011                  | -                     |                 |              |             |

### Singles
| Single met eventuele hitnotering(en) in de Nederlandse Top 40 | Datum van verschijnen | Datum van binnenkomst | Hoogste positie | Aantal weken | Opmerkingen                   |
| ------------------------------------------------------------- | --------------------- | --------------------- | --------------- | ------------ | ----------------------------- |
| Rock lobster                                                  | 1979                  | -                     |                 |              |                               |
| Private Idaho                                                 | 1980                  | -                     |                 |              |                               |
| Legal tender                                                  | 1983                  | -                     |                 |              |                               |
| Rock lobster / Planet Claire                                  | 1986                  | -                     |                 |              |                               |
| Love Shack                                                    | 1989                  | 9-12-1989             | 18              | 6            |                               |
| Deadbeat club                                                 | 1990                  | -                     |                 |              |                               |
| Good stuff                                                    | 1992                  | 11-7-1992             | 27              | 4            |                               |
| (Meet) The Flintstones                                        | 1994                  | 25-6-1994             | 4               | 10           | als The BC-52's / Alarmschijf |

### Video
- The B-52's 1979-1989 (1989)
- The B-52's Live in Germany 1983 (2010)
- The B-52's With the Wild Crowd! Live in Athens,GA  (2011)

### NPO Radio 2 Top 2000
| Nummer met noteringen in de NPO Radio 2 Top 2000 | '09  | '10 | '11 | '12  | '13  | '14  | '15  | '16  | '17  | '18  | '19  | '20  | '21  | '22  | '23  |
| ------------------------------------------------ | ---- | --- | --- | ---- | ---- | ---- | ---- | ---- | ---- | ---- | ---- | ---- | ---- | ---- | ---- |
| Love Shack                                       | 1053 | 750 | 883 | 1473 | 1289 | 1229 | 1399 | 1309 | 1418 | 1985 | 1896 | 1847 | 1717 | 1794 | 1931 |

1. ↑  Een vetgedrukt getal geeft de hoogste notering aan.
2. ↑  2009 was het eerste jaar met een notering voor dit nummer.
3. ↑  Deze tabel is bijgewerkt tot en met de laatste editie (2024).